# Viña Delmar
Viña Delmar (parfois créditée Vina Delmar) est une dramaturge, romancière et scénariste américaine, née Alvina Croter le 29 janvier 1903 à New York et morte le 19 janvier 1990 à Los Angeles.

## Biographie
Sous le nom de plume de Viña Delmar (son prénom légèrement modifié, auquel elle adjoint le nom de son mari Eugene Delmar, dont elle reste veuve après le décès de celui-ci en 1956), elle publie ses écrits — romans principalement — entre 1928 (Bad Girl) et 1976 (McKeever).
Parmi les pièces dont elle est aussi l'auteur, trois sont créées à Broadway (New York), respectivement en 1930 (Bad Girl, adaptation par elle de son roman pré-cité, avec Paul Kelly et Sylvia Sidney), en 1945 (The Rich Full Life), et enfin en 1953 (Mid-Summer, avec Geraldine Page et Mark Stevens).
Plusieurs de ses romans, pièces ou histoires originales sont adaptés au cinéma : mentionnons Bad Girl de Frank Borzage (1931, avec Sally Eilers et James Dunn, d'après ses romans et adaptation théâtrale du même titre déjà évoqués), Vivre et aimer de Clarence Brown (1934, avec Joan Crawford et Gene Raymond, d'après son histoire originale Pretty Sadie McKee), Cynthia de Robert Z. Leonard (1947, avec Elizabeth Taylor et George Murphy, d'après sa pièce éponyme, également connue sous le titre pré-cité The Rich Full Life), ou encore Romance sans lendemain de Daniel Mann (1954, avec Shirley Booth et Robert Ryan, d'après son roman About Mrs. Leslie, publié en 1950), entre autres.
En outre, Viña Delmar est scénariste de deux films sortis en 1937, Place aux jeunes (avec Victor Moore et Beulah Bondi) et Cette sacrée vérité (avec Cary Grant et Irene Dunne), tous deux réalisés par Leo McCarey. Le second lui vaut en 1938 une nomination à l'Oscar du meilleur scénario adapté.
Enfin, son scénario pour Place aux jeunes et son histoire originale Bracelets (déjà adaptée au cinéma en 1935) font l'objet de nouvelles adaptations pour la télévision, dans le cadre de la série Lux Video Theatre (en) (deux épisodes, diffusés en 1955 et 1956).

## Filmographie complète

### Au cinéma
- 1929 : Dance Hall de Melville W. Brown (histoire originale)
- 1930 : Playing Around de Mervyn LeRoy (histoire originale Shelba)
- 1931 : Bad Girl de Frank Borzage (première adaptation du roman et de la pièce éponymes)
- 1932 : Uptown New York de Victor Schertzinger (histoire originale)
- 1933 : Celle qu'on accuse (The Woman accused) de Paul Sloane (histoire originale)
- 1933 : Pick-up de Marion Gering (histoire originale)
- 1933 : Chance at Heaven de William A. Seiter (histoire originale A Chance at Heaven)
- 1934 : Vivre et aimer (Sadie McKee) de Clarence Brown (histoire originale Pretty Sadie McKee)
- 1935 : Bad Boy de John G. Blystone
- 1935 : Jeux de mains (Hands across the Table) de Mitchell Leisen (histoire originale Bracelets)
- 1936 : King of Burlesque de Sidney Lanfield (histoire originale)
- 1937 : Place aux jeunes ou Au crépuscule de la vie (Make Way for Tomorrow) de Leo McCarey (scénariste)
- 1937 : Cette sacrée vérité (The Awful Truth) de Leo McCarey (scénariste)
- 1940 : Manhattan Heartbeat de David Burton (seconde adaptation du roman et de la pièce Bad Girl)
- 1942 : L'Inspiratrice (The Great Man's Lady) de William A. Wellman (histoire originale The Human Side)
- 1947 : Cynthia de Robert Z. Leonard (adaptation de la pièce éponyme, également connue sous le titre The Rich Full Life)
- 1954 : Romance sans lendemain (About Mrs. Leslie) de Daniel Mann (adaptation du roman éponyme)

### À la télévision
- 1955-1956 : Série Lux Video Theatre (en), Saison 5, épisode 39 Make Way for Tomorrow (adaptation du scénario pour le film Place aux jeunes de 1937 pré-cité) ; Saison 6, épisode 15 Hands across the Table de Buzz Kulik (nouvelle adaptation de l'histoire originale Bracelets)

## Théâtre (sélection)
Pièces jouées à Broadway
- 1930 : Bad Girl, adaptation par Brian Marlow et Viña Delmar du roman éponyme de cette dernière, avec Paul Kelly, Sylvia Sidney
- 1945 : The Rich Full Life ou Cynthia, avec Ann Shoemaker
- 1953 : Mid-Summer ou Ungilded Lily, avec Geraldine Page, Mark Stevens, Edgar Stehli

## Publications (sélection)
(l'année indiquée est celle de publication)
Romans, sauf mention contraire
- 1928 : Bad Girl, Harcourt, Brace & Co., New York, 275 p.
- 1929 : Kept Woman, Harcourt, Brace & Co., New York, 256 p.
- 1929 : Loose Ladies, Harcourt, Brace & Co., New York, 299 p. (recueil d'histoires courtes).
- 1932 : Women live too long, Harcourt, Brace & Co., New York, 309 p.
- 1933 : The Marriage Racket, Harcourt, Brace & Co., New York, 292 p.
- 1934 : The End of the World, Intl. Magazine Co., New York, 54 p. (histoire courte).
- 1940 : Strangers in Love, Dell Pub., New York, 64 p. (histoire courte).
- 1947 : The Restless Passion, Avon Books, New York, 254 p.
- 1949 : New Orleans Lady, Avon Books, New York, 189 p.
- 1949 : The Love Trap ou Yellow Rose Farm, Avon Books, New York, 160 p.
- 1950 : About Mrs. Leslie, Harcourt, Brace & Co., New York, 301 p.
- 1951 : The Marcaboth Women ou Ruby, Harcourt, Brace & Co., New York, 288 p.
- 1953 : The Laughing Stranger, Harcourt, Brace & Co., New York, 250 p.
- 1956 : Beloved, Harcourt, Brace & Co., New York, 382 p.

Belle aimée (Beloved), traduction de Daniel Mauroc, Calmann-Lévy, 1961
- 1959 : The Breeze from Camelot, Harcourt, Brace & Co., New York, 309 p.
- 1959 : Warm Wednesday, Samuel French, Inc., New York (pièce).
- 1961 : The Big Family, Harcourt, Brace & Co., New York, 375 p.
- 1965 : The Enchanted, Harcourt, Brace & Co., New York, 309 p.
- 1967 : Grandmere, Harcourt, Brace & Co., New York, 249 p.
- 1968 : The Becker Scandal : A Time remembered, Harcourt, Brace & Co., New York, 216 p. (essai).
- 1971 : The Freeways, Harcourt, Brace & Co., New York, 257 p.
- 1974 : A Time for Titans, Harcourt, Brace & Co., New York, 366 p.
- 1976 : McKeever, Harcourt, Brace & Co., New York, 266 p.

## Distinctions
- 1938 : nomination à l'Oscar du meilleur scénario adapté, pour Cette sacrée vérité